# Freiwillige Helfer der Grenztruppen

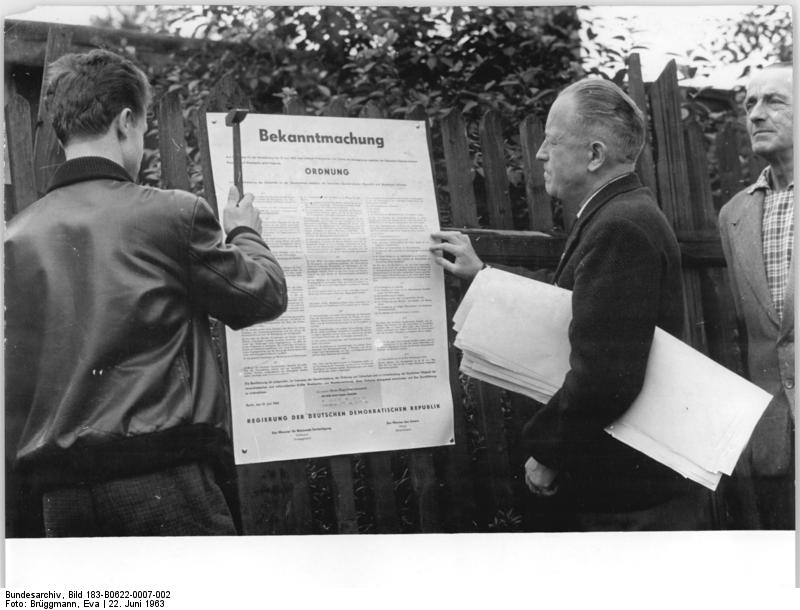
Freiwillige Helfer beim Anbringen der Verordnung über Maßnahmen zum Schutze der Staatsgrenze Berlin-Treptow 1963

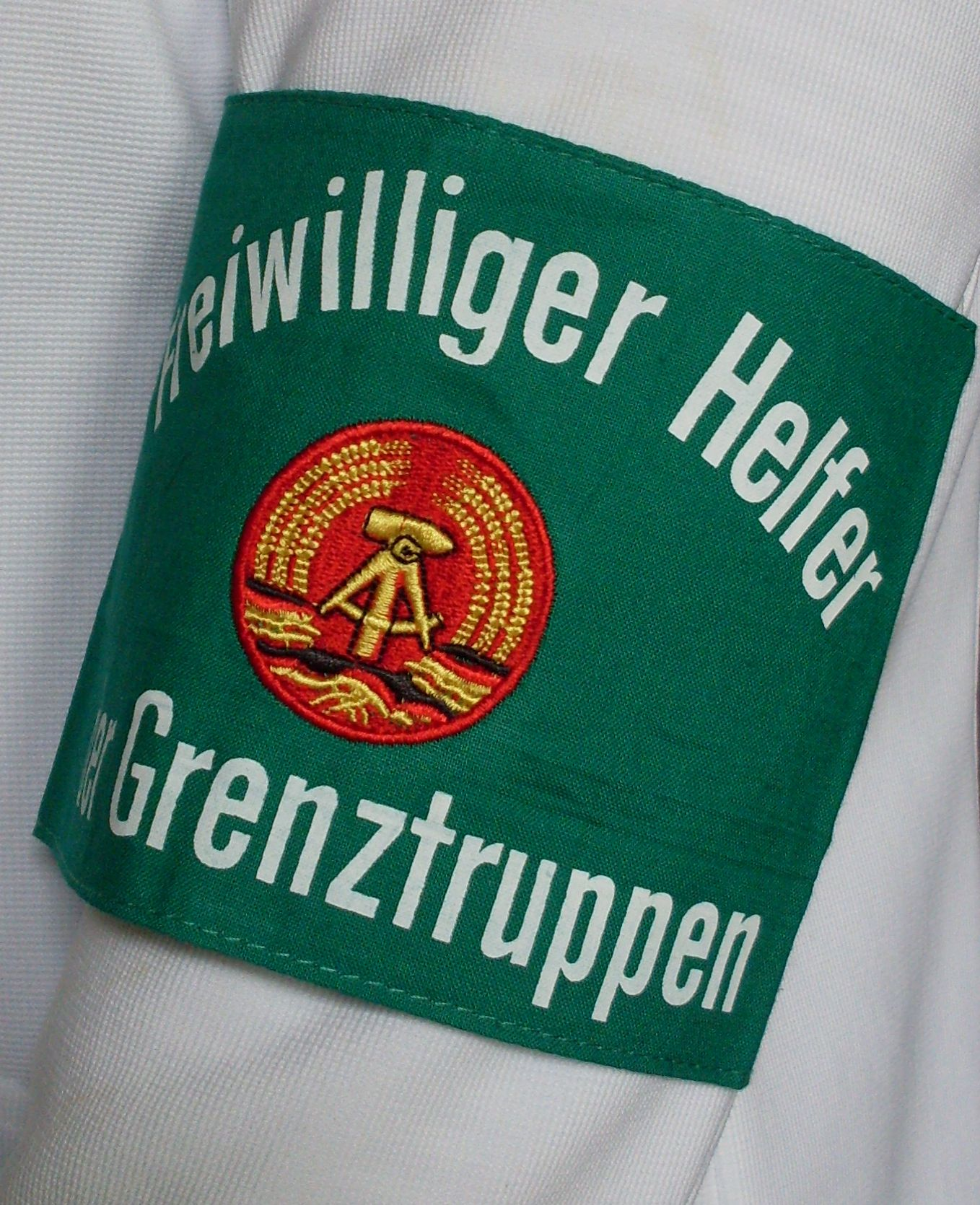
Die Armbinde der freiwilligen Helfer der Grenztruppen (Replik) wurde erst 1982 eingeführt

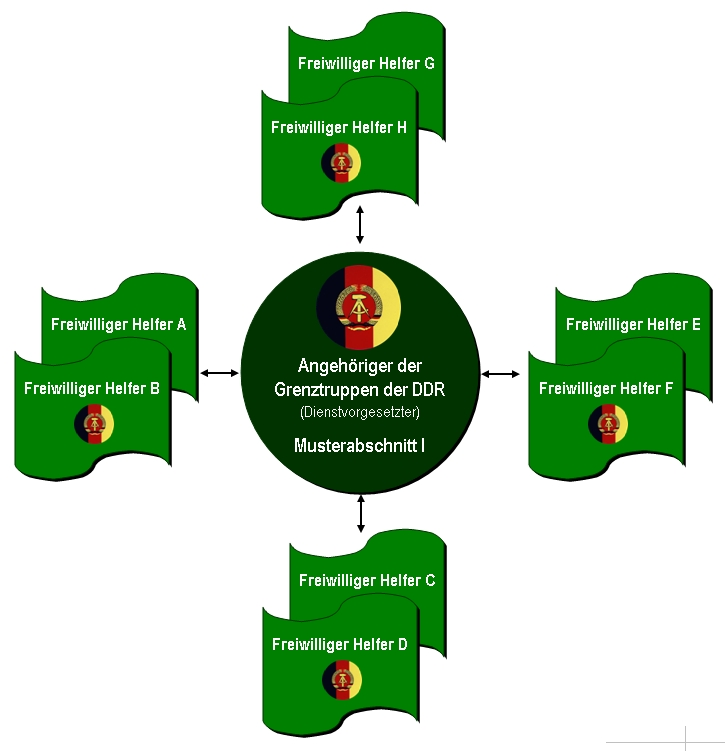
Musterstruktur der freiwilligen Helfer der Grenztruppen der DDR

Die freiwilligen Helfer der Grenztruppen (FHG) waren zivile Helfer der Grenztruppen der DDR in der Deutschen Demokratischen Republik, die angeblich freiwillig an der laut offizieller DDR-Definition, „aktiven Mitwirkung bei der Gewährleistung der öffentlichen Ordnung und Sicherheit zum Schutz der Arbeiter-und-Bauern-Macht“ im Dienst der Grenztruppen aktiv waren und somit ihren „gesellschaftlichen Beitrag zur Festigung des Sozialismus auf deutschen Boden“ leisteten. Ihre Primäraufgabe bestand, im Gegensatz zu ihrer Definition, in der Aufdeckung und Vereitelung möglicher Fluchtversuche. Ihre Gründung erfolgte am 5. Juni 1958. Am 2. Oktober 1990 wurden die rechtlichen Grundlagen für diese Tätigkeit im Zuge der Deutschen Wiedervereinigung  durch den Einigungsvertrag außer Kraft gesetzt.

## Entwicklung der freiwilligen Helfer
Sechs Jahre nach Bildung der freiwilligen Helfer der Volkspolizei und zwei Jahre nach der Gründung der NVA 1956, jedoch noch vor der vollständigen Abriegelung der  Innerdeutschen Grenze und dem Mauerbau im August 1961, wurden am 5. Juni 1958 die „freiwilligen Helfer zur Unterstützung der Grenzpolizei“ gesetzlich im Staatssystem der DDR verankert. Die Eingangsworte der entsprechenden Verordnung lauteten:

„Die werktätige Bevölkerung der Grenzkreise der Deutschen Demokratischen Republik hat vielfach den Wunsch zum Ausdruck gebracht, durch freiwillige Mitarbeit die Deutsche Grenzpolizei bei der Gewährleistung der Untastbarkeit der Grenzen der Deutschen Demokratischen Republik und der Verhinderung von Grenzverletzungen unterstützen zu können.“

Zu diesem Zweck konnten Bürger der DDR, die den Wunsch hatten, durch freiwillige Mitarbeit die Deutsche Grenzpolizei bei der Gewährleistung der Untastbarkeit der Grenzen der DDR und der Verhinderung von Grenzverletzungen zu unterstützen, als freiwillige Helfer zugelassen werden.
Dem war am 14. Mai 1955 der Beitritt zum Warschauer Pakt durch die DDR vorausgegangen, womit die innerdeutsche Grenze zur Trennlinie zweier gegensätzlicher Militärblöcke (NATO und Warschauer Pakt) und Gesellschaftssysteme wurde. Am 25. August 1952 waren die ersten 543 freiwilligen Helfer der Grenzpolizei im Zuge der Grenzsicherung herangezogen worden. Allerdings noch nicht unter ihrer später offiziellen Bezeichnung. Die Mitgliedschaft im Warschauer Pakt forderte von der DDR-Führung nun stark erhöhte Anforderungen hinsichtlich des Schutzes der innerdeutschen Grenze. Daher übernahm am 1. Dezember 1955 die Grenzpolizei die Sicherung der gesamten Staatsgrenze der DDR, wozu auch die Grenzen zur Volksrepublik Polen und Tschechoslowakei gehörten. Die Grenze zu West-Berlin unterlag zu diesem Zeitpunkt noch vollständig der sowjetischen Administration in Berlin. Die Partei- und Staatsführung erließ in der Folge Beschlüsse und Verordnungen zur Unterstützung der Grenzpolizei, die zum flächendeckenden Schutz der Innerdeutschen Grenze jedoch nicht über genügend Ressourcen verfügte. Die Verordnungen betrafen sowohl die Änderung der bisherigen Struktur wie auch die Ausbildung und Ausrüstung der Grenzpolizei. Es war jedoch absehbar, dass trotz dieser Umstrukturierung die gestellten Aufgaben nur durch Mithilfe der Bevölkerung der grenznahen Wohngebiete vollständig erfüllt werden konnten. Die Staatsführung aktivierte hierauf alle staatlichen örtlichen Organe in den jeweiligen grenznahen Gebieten und begann massiv die Bevölkerung zur Mithilfe beim Schutz der Staatsgrenze aufzurufen. Die Appelle sowie die „Erziehungsarbeit“ der örtlichen Organe, nicht zuletzt auch der FDJ, zeitigten gewisse Erfolge. Im Vergleich zur Volkspolizei, die zu diesem Zeitpunkt bereits über zehntausende Helfer verfügte, brachten es die Grenzhelfer nur auf wenige Tausend. Das genügte jedoch um die Voraussetzungen zu schaffen, um am 5. Juni 1958 die Verordnung über die Zulassung freiwilliger Helfer zur Unterstützung der Deutschen Grenzpolizei zu erlassen. Sie beschränkte sich zunächst auf ganze drei Paragraphen, von denen der dritte nur die Verkündung betraf und der zweite die Anwendung der Verordnung über die Zulassung freiwilliger Helfer zur Unterstützung der Volkspolizei vom 25. September 1952 betraf.
Nach der Etablierung der freiwilligen Helfer der Grenztruppen waren diese bis 1973 ein fester Bestandteil der Grenztruppen der DDR im Rahmen der NVA, danach zumindest auf dem Blatt eine unabhängige Truppengattung unter dem Kommando des Ministeriums für Nationale Verteidigung. Zur Legitimation erhielten auch sie, wie ihre Genossen bei der Volkspolizei, einen Dienstausweis mit allen wichtigen Personendaten und Befugnissen, der unaufgefordert von dem Helfer im Einsatz vorgezeigt werden musste.
Die Aufgaben verschoben sich in den folgenden Jahrzehnten entscheidend. Der freiwillige Helfer der Grenzpolizei wurde nun nicht mehr mit dem Schutz der DDR vor äußeren Feinden beauftragt, sondern vielmehr damit, die Flucht aus der DDR zu verhindern. Die Helfer sollten nicht mehr ihre DDR vor dem westlichen Klassenfeind schützen, sondern sollten den  „Aderlass“ der  DDR an Bürgern stoppen.

### Von den Helfern der Grenzpolizei zu den Helfern der Grenztruppen
Am 8. April 1964 wurden die zuvor getrennten gesetzlichen Grundlagen der freiwilligen Helfer der Grenztruppen sowie die der freiwilligen Helfer der Volkspolizei vereint und in einer neuen Verordnung zusammengefasst. Sie regelte nun konsequent auch die Rechte und Pflichten der freiwilligen Helfer in einer abschließenden Katalogliste, ohne jedoch die Grenztruppen genügend zu berücksichtigen, die ab dieser Verordnung nun nicht mehr Helfer der Grenzpolizei, sondern Helfer der Grenztruppen hießen. Die Befugnisse der freiwilligen Helfer der Grenztruppen dagegen wurden in einen einzigen Paragraphen zusammengefasst und bestanden aus der Personalienfeststellung sowie der Zuführung von verdächtigen Personen. So verwunderte es kaum, dass mehr als 90 Prozent der neuen Verordnung klar auf die der freiwilligen Helfer der Volkspolizei zugeschnitten war. Ein Umstand, der für die meisten freiwilligen Helfer der Grenztruppen als unbefriedigend galt. Die meisten freiwilligen Helfer der Grenztruppen versahen weiterhin ihren Dienst an der Innerdeutschen Grenze in den sogenannten „Sperrgebieten“ sowie an der Grenze zu West-Berlin und ihren Zu- und Abfahrten, wobei die Transitautobahnen im Brennpunkt des Geschehens standen. Ferner waren sie auch an der Grenze der Ostseeküste eingesetzt. Ein Einsatz der freiwilligen Helfer an den Grenzen zu Staaten des Warschauer Paktes war selten, aber nicht ungewöhnlich. Vorwiegend rekrutierte sich der Personalbestand aus den umliegenden Gemeinden zur Grenze hin. Diesem „Heimvorteil“ ausspielend, wurden so deren Ortskenntnisse zwecks militärischer Aufklärungsfunktion von den regulären Grenztruppen genutzt um auch evtl. Schleichwege besser überwachen zu können. Die Streife erfolgt zumeist zu Fuß eigenständig oder in Gruppen von zwei bis drei Personen, aber auch in Begleitung der Grenztruppen in Zugstärke. In Zahlen ausgedrückt bedeutete dies 1:3:27. Das hieß, dass auf einen Zugführer drei Gruppenführer kamen, denen wiederum je neun freiwillige Helfer unterstanden. Im Übrigen wurde der Dienst bei den Grenztruppen für die Helfer als Reservedienst angerechnet. Ihm war im Rahmen des Einsatzes ein Vorgesetzter Offizier der Grenztruppen geteilt. In der Regel war das der Zugführer des entsprechenden Abschnittes. Jedoch waren auch reguläre Grenzsoldaten gegenüber den freiwilligen Helfern weisungsbefugt. Die freiwilligen Helfer der Grenztruppen waren jedoch nicht nur die „grüne Fußpatrouille“, sondern setzten sich auch aus anderen Personen zusammen, die nicht unmittelbar an der Grenze operierten. So gehörten zum Personalpool der freiwilligen Helfer der Grenztruppen auch Taxi- und Bus- und Lastkraftwagenfahrer und Gastwirte der nahen Umgebung. Also jene Leute, die von Berufs wegen mögliche Verdächtige oder deren Gespräche an die Grenztruppen oder der Staatssicherheit weitermelden konnten. Ihr wöchentlicher Einsatz umfasste circa acht bis zehn Stunden.

### Übertritt zum Geltungsbereich der Grenztruppen
Wie bereits erwähnt, befriedigte die getroffene Regelung von 1964 die Aufgaben und Befugnisse der freiwilligen Helfer der Grenztruppen in ihrem besonderen Umfeld nicht. Die gemeinsame Regelung brachte den Helfern an den Grenzen kaum Vorteile, ja sie war nur die Legitimation auf dem Papier ohne ernsthaft deren besonderen Status zu erfassen. Erst am 1. April 1982 mit Wirkung zum 1. Mai 1982 erfolgte die Reformierung der alten Regelung. Zu diesem Zeitpunkt waren die freiwilligen Helfer der Grenztruppen, die bis 1972 noch offizieller Bestandteil der NVA gewesen waren, bereits in den neuen Geltungsbereich der Grenztruppen der DDR übergegangen, die zumindest auf dem Papier unabhängig von der NVA zu betrachten waren. In diesem Zuge wurden 1982 die beiden Gruppen der Volkspolizei und der Grenztruppen wieder formal getrennt. Die freiwilligen Helfer der Grenztruppen erhielten wieder ihre eigene Rechtsgrundlage, in dem neu erlassenen Gesetz über die Staatsgrenze der Deutschen Demokratischen Republik vom 25. März 1982 mit Wirkung zum 1. Mai 1982. Dies erfolgte parallel zu der am gleichen Tag erlassenen Verordnung über die Helfer der Volkspolizei und der dazu erlassenen Durchführungsverordnung, ebenfalls vom gleichen Tag. Nach diesem Gesetz hatten nun alle Bürger der DDR das Recht und auch die Pflicht, die Schutz- und Sicherheitsorgane bei der Erfüllung ihrer Aufgaben zum Schutz der Staatsgrenze zu unterstützen. So konnte nun jeder Bürger ab dem 18. Lebensjahr freiwilliger Helfer der Grenztruppen werden. Wie zuvor bei den Helfern der Volkspolizei, erfolgte dies durch Vorschläge gesellschaftlicher Organisationen bzw. Vereinigungen oder aufgrund einer eigenen Bewerbung. Danach erfolgte die Bestätigung als Helfer und die entsprechende Verpflichtung durch die zuständigen Stellen der NVA. Zu den Befugnissen der freiwilligen Helfer der Grenztruppen, die im Übrigen nicht den Umfang des Befugniskatalogs der Helfer der Volkspolizei erreichen konnten, zählte in erster Linie wieder das (bestätigte) Recht, selbstständig Personalien festzustellen oder aufzunehmen, wenn ein begründeter Verdacht  einer Flucht oder der Verletzung der Ordnung und Sicherheit im Grenzgebiet bestand. Sie konnten aber auch weiterhin verdächtige oder auffällige Personen der nächsten Dienststelle der Grenztruppen zuführen oder diese einem Angehörigen der Grenz- oder Volkspolizei übergeben. Wie schon in der ersten Verordnung von 1964 geregelt, bedürfte es der letzteren Maßnahme nur einer Vermutung oder auch nur das Fehlen des Personalausweises. Die Anwendung der übertragenen Befugnisse des freiwilligen Helfers der Grenztruppen umfasste dabei ein Operationsgebiet mit einer Tiefe 5 km, gerechnet von der Grenze zum Landesinnern hin.

## Anzahl der Hilfswilligen

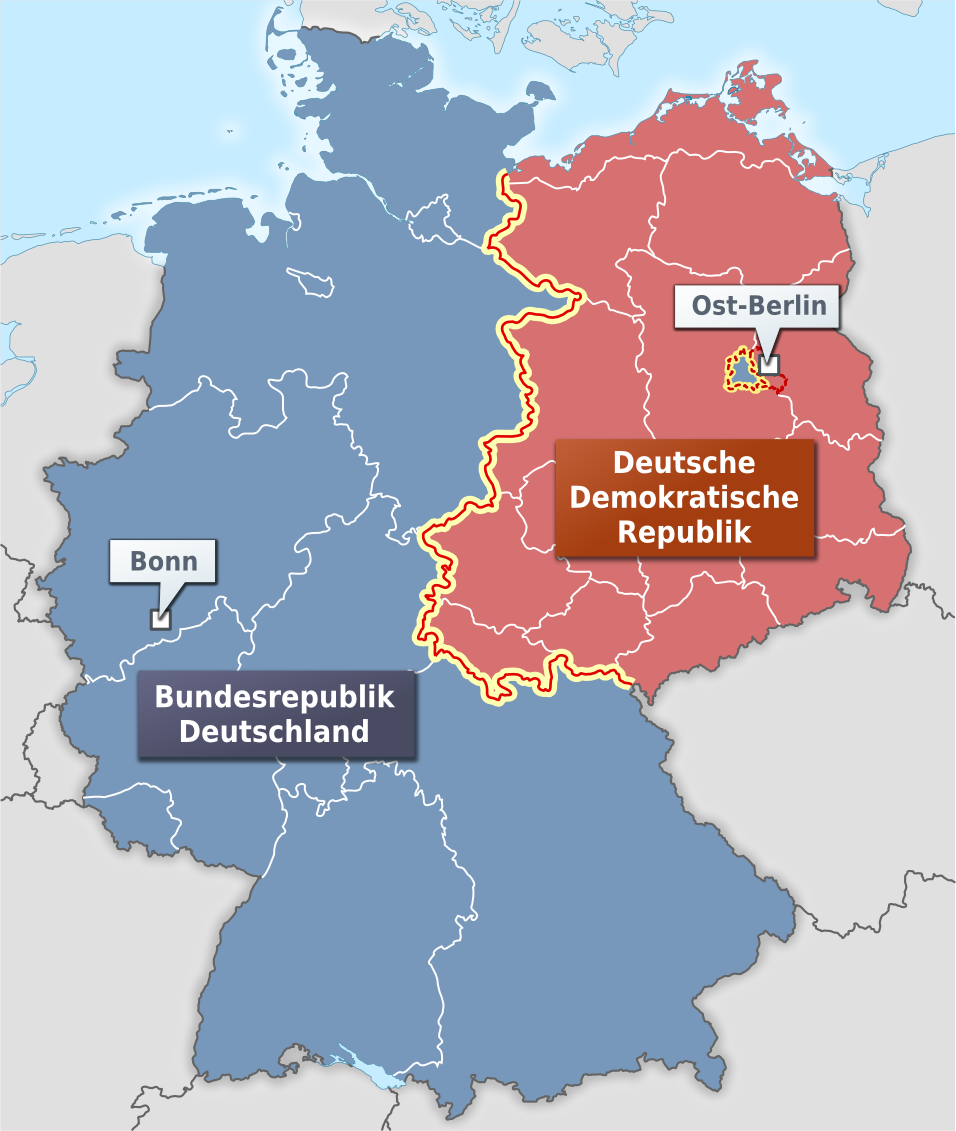
Innerdeutsche Grenze ohne die Küstengrenzgebiete

Bisherige Quellen benennen in diesem Zusammenhang eine Anzahl der freiwilligen Helfer der Grenztruppen von 2500, die allerdings von der Gründung und bis zur Auflösung bestanden haben soll. Weitere Quellen wiederum gehen von 4000 freiwilligen Helfern aus. Dies dürfte jedoch auch nicht die Gesamtzahl darstellen, sondern vielmehr den jährlichen Personalbestand. Andere Quellen sprechen von exakt 5565 freiwilligen Helfern der Grenztruppen mit Stand vom 30. November 1982, bzw. von ca. 3000 freiwilligen Helfern Ende der 80er Jahre. Die wohl zuverlässigste Zahl stammt aus einer Großen Anfrage der CDU/CSU-Fraktion vom 4. April 1977 an den Deutschen Bundestag in dessen Bericht die Bundesregierung von 2000 freiwilligen Helfern sprach. In diesen Zusammenhang müssen die Einzelheiten der innerdeutschen Grenze gestellt werden. So bestanden die Sperr- und Sicherungsanlagen der DDR im Frühjahr 1977 aus:
- Metallgitterzaun: 1083 km
- doppelten Stacheldrahtzaun: 316 km
- Schutzstreifenzaun: 788 km
- Minenfelder: 491 km
- Selbstschussanlagen: 249 km
- Betonsperrmauer/Sichtblenden: 8 km
- Kraftfahrzeuggraben unbetoniert: 739 km
- Kraftfahrzeuggraben betoniert: 478 km
- Lichtsperren: 212 km
- Hundelaufanlagen: 224 km
- Erdbunker: 939 (davon mit Betonfertigteilen 717)
- Beobachtungs- und Wachtürme: 392
- Beobachtungsstände: 67
- Grenzsicherung auf der Elbe: 20 Boote und Grenzsicherungsboote[17]

Dazu kommen noch rund 1700 km DDR-Küste, die ebenfalls größtenteils als Grenzgebiet eingestuft waren. Die Bundesregierung war nicht nur über die Anzahl der freiwilligen Helfer der Grenztruppen, sondern auch darüber informiert, dass ein Großteil davon ehemalige Angehörige der Grenztruppen der DDR waren und diese den örtlichen Grenzkompanien unterstellt waren. Diese Grenzkompanien waren auch für deren Organisation und Ausbildung verantwortlich.

### Einstellungsvoraussetzung und Vorschlagswesen
Die Verordnung über die freiwilligen Helfer der Grenztruppen von 1958, in der unter anderem auch die Regelungen über die freiwilligen Helfer der Volkspolizei anzuwenden waren, bezogen sich auch auf die Einstellungsvoraussetzungen für angehende Helfer bei den Grenztruppen. So war grundsätzlich jeder Staatsbürger der DDR, welcher das 18. Lebensjahr vollendet hatte und gesundheitlich geeignet war, für den Dienst als freiwilliger Helfer der Grenztruppen zweckdienlich. Bis 1964 galt hier allerdings noch das 17. Lebensjahr. Wobei festzuhalten ist, dass wie bei den Helfern der Volkspolizei auch hier zahllose angehende freiwillige Helfer den Empfehlungen oder der gezielten Propaganda der Parteileitung in den Kreis- oder Bezirksämtern folgten, oder auch durch Empfehlungen der eigenen Kombinats-, Betriebs- oder Werkleitung, um auf der Karriereleiter einige Sprossen zu erklimmen oder zumindest durch diesen Ehrendienst einen sozialistischen Lebenslauf vorzuweisen. Dies geschah auch vor dem Hintergrund eines eventuell beginnenden Studiums. Einstellungsvoraussetzung war, dass der angehende Helfer der Grenztruppen die „korrekte sozialistische Haltung“ im Sinne der Gesellschaftsordnung der DDR aufwies und bereit war, die Grenztruppen zu unterstützen.

### Rechte und Pflichten
Die freiwilligen Helfer der Grenztruppen hatten selbstständig oder in Gruppen Personalien von verdächtigen Personen aufzunehmen, die sich als Grenzverletzer entpuppen könnten. Diese Handhabe genügte in der Regel auch schon bei einem nur begründeten Verdacht einer möglichen Grenzverletzung oder bei einem möglichen Verstoß gegen die Grenzordnung der DDR. Dabei reichte es in der Regel schon, wenn sich die betreffende Person nicht korrekt oder gar nicht ausweisen konnte. In Fällen tatsächlicher Grenzverletzungen wie etwa bei einem Fluchtversuch – egal, ob dieser Versuch in seinen Anfängen stecken blieb, gerade begonnen hatte oder unmittelbar stattfand – waren die freiwilligen Helfer der Grenztruppen verpflichtet, umgehend den Flüchtigen zu stellen. Da sie gemäß der gesetzlichen Grundlage keine Waffen tragen durften, erfolgte der Aufgriff durch manuelles Einwirken, d. h. durch Verfolgung und Beseitigung der Gefahr. Anschließend war der Flüchtende bzw. der Grenzverletzer sofort den regulären Grenzsicherungsorganen zu übergeben. Die Bundesregierung formulierte die Aufgaben der Grenzhelfer dahingehend:
- Überwachung des Grenzraumes
- Kontrolle des Verkehrs auf den Zufahrtsstraßen zur Sperrzone
- Feststellung verdächtiger Personen im Grenzraum und
- die Suche und Festnahme von Grenzverletzern[15]

## Taktische Grundregeln im Streifendienst
Für den freiwilligen Helfer der Grenztruppen gab es parallel zu den Helfern der Volkspolizei in der Regel drei Arten von Streifen: Fußstreife, Radstreife und Kradstreife. Erstere auch mit Schutzhunden. Selten, aber auch vorkommend die PKW-Streife vornehmlich in ländlichen Gebieten mit entsprechend größeren Aufgabenrevier. In der Regel wurden die freiwilligen Helfer der Grenztruppen durch ihren Dienstvorgesetzten unmittelbar im zu kontrollierenden Abschnitt eingewiesen und ihnen zugleich Brennpunkte vermittelt und Objekte dargestellt, die besonderes Augenvermerk verdienten.

### Fußstreife
- Mäßige Schritte, öfter stehenbleiben und beobachten – dabei nicht im Strom von Passanten bewegen
- an wichtigen Punkten wie Gefahrenstellen günstige Standorte wählen und beobachten
- an festgelegte Zeiten und (Überwachungs)räume halten
- Lageberichte zu festgelegten Zeiten an zuständigen VP-Angehörige übermitteln bzw. berichten
- Verbot des Rauchens, Trinkens oder Essens während der Streife
- Gaststätten sowie anderen öffentliche Gebäude nur aus zwingenden Gründen oder auf Anordnung zusammen mit dem Abschnittsbevollmächtigten aufsuchen, selbstständig nur zur Überprüfung zum Schutz der Kinder und Jugendlichen Verordnung, Kontrolle der Polizeistunde usw.
- Festigung der Verständigung im Bereich ansässigen gesellschaftlichen Kräften wie Pförtner, Tankwarte, Verkaufspersonal
- Verbindung zu VP-Angehörigen und anderen freiwilligen Helfern im Bereich halten und dabei unnötiges Zusammenstehen vermeiden

### Fahrradstreife
- Langsam fahren und ständig die Umgebung beobachten
- Verkehrsvorschriften gewissenhaft einhalten
- Fahrten unterbrechen, Fahrrad schieben und Fußstreife gehen – dabei öfter stehenbleiben und beobachten
- vor jedem Einschreiten Fahrrad abstellen
- Beweglichkeit mit dem Fahrrad nutzen – Besondere Brennpunkte, die einer sorgfältigen Beobachtung bedürfen, mehrmals auch aus verschiedenen Richtungen passieren

### Moped/Kradstreife
- vor Streifenfahrt genaue Einprägung von markanten Beobachtungspunkten
- Fahrtgeschwindigkeit so wählen, dass der abzufahrende Streifenbereich gut beobachtet werden konnte
- Einhaltung der Verkehrsvorschriften
- an festgelegten Haltepunkten Fußstreifen durchführen bzw. Posten beziehen
- bei Einschreiten in einer Situation Fahrzeug ordnungsgemäß abstellen[21]

### Nachtverhalten
- Taktik des viel Hörens und Sehens bei eigener Deckung
- mäßige Schrittfolge und angemessene Abstände zur Häuserflucht einhalten
- an unbelebten Stellen öfter stehenbleiben und beobachten unter Beachtung der oben genannten Taktik
- überraschendes Auftauchen an Orten, die vor kurzer Zeit erst observiert worden sind
- von hinten nähernden Personen nie den Rücken zudrehen – rechtzeitig umdrehen, entgegengehen oder vorbeilassen
- beim Einschreiten zu der Person Abstand halten bei gleichzeitiger Rückenfreiheit

## Schulung
In der Gründungsphase der freiwilligen Helfer der Grenzpolizei erfolgte die Schulung durch Abschnittsbevollmächtigte der Volkspolizei. Zu diesem Zweck delegierte man besonders befähigte Abschnittsbevollmächtigte in die Grenzregionen, um die dortige Ausbildung der Helfer zu übernehmen. Sie wurden oft zum Umzug in die Grenzregion bewegt. Nach dieser Phase übernahmen dann nach und nach die Grenztruppen der NVA die Schulungen und Unterweisungen für die freiwilligen Helfer. Marxismus-Leninismus im Sinne ideologisch-politischer Schulung war dabei eins der Hauptfächer, das auch in regelmäßigen Abständen wiederholt vertieft und auch abgefragt wurde. Daneben gab es auch bei den Grenzhelfern jede Menge Wehrsport zu absolvieren, der mit fachlichen Unterweisungen komplettiert wurde. Ferner erfolgte ihre Schulung auch in der Vermittlung der Grundzüge der Polizeitaktik bzw. der Grenzpolizeitaktik sowie die weiterführende Unterweisung in militärischem Grundwissen, was mit der heutigen Allgemeinen Grundausbildung verglichen werden kann, allerdings nicht im Waffengebrauch.

## Ausrüstung und Bekleidung
Die Ausrüstung der freiwilligen Helfer der Grenztruppen unterschied sich von denen der freiwilligen Helfer der Volkspolizei nur wenig. So verfügten diese Helfer im Gegensatz zu ihren Genossen über Tarnnetze, Dienstferngläser oder ähnliche Utensilien des Truppendienstes der Grenztruppen. Dazu gehörte auch ein aufblasbares Luftkissen für das Gesäß sowie das obligatorische Erste-Hilfe-Paket. Ihre Kleidung bestand entweder aus Privatbesitz, d. h. zivil oder aber sie bekamen ihre Bekleidung direkt aus den Sammellagern der NVA. Die Fußbekleidung der freiwilligen Helfer in den Grenzgebieten, die überwiegend aus Gras- oder Schlammgebieten bestand, bestand wie bei der Volkspolizei aus Marschstiefeln. Beliebt bei den freiwilligen Helfern der Grenztruppen war als Kopfbedeckung das Schiffchen der NVA mit Kokarde. Ähnlich der roten Armbinde der freiwilligen Helfer der Volkspolizei trugen die freiwilligen Helfer der Grenztruppen am linken Oberarm ebenfalls eine Armbinde, allerdings erst ab 1982 in grün mit der weißen Aufschrift: Freiwilliger Helfer (oben) und DER GRENZTRUPPEN (unten). Zwischen den Zeilen war das Symbol der Grenztruppen aufgestickt, das runde Staatswappen der DDR. Die Höhe der Binde betrug ca. 80 mm und ihre Breite 130 mm, wobei das Staatswappen einen Durchmesser von ca. 20 mm hatte. Die relativ späte Einführung der grünen Armbinde, bis dato trug man die rote, hing mit der Einführung des Abzeichen für freiwillige Helfer der Grenztruppen der DDR zusammen, die am 8. April 1983 mit Verordnungsnummer Nr. 018/9/001 vom Minister für Nationale Verteidigung Heinz Hoffmann gestiftet worden war. Mit dieser Verordnung wurde den freiwilligen Helfern der Grenztruppen auch das Recht eingeräumt, eigene Armbinden zu tragen. Strittig ist bis heute der Einsatz von Faustfeuerwaffen. Sowohl die freiwilligen Helfer der Volkspolizei, wie auch die freiwilligen Helfer der Grenztruppen besaßen nicht das Recht zur Führung einer Dienstwaffe. Diese Befugnis wurde ausdrücklich nicht in den Verordnungen von 1952, 1958, 1964 und auch nicht der des Jahres 1982 erwähnt.

## Versicherungs- und Strafrechtsschutz
Ebenso für die freiwilligen Helfer der Volkspolizei waren auch die freiwilligen Helfer der Grenztruppen im Zuge ihrer ehrenamtlichen Tätigkeit versichert, sowohl im Rechts- als auch Versicherungsschutz. Die Unkosten oder Aufwendungen im dienstlichen Einsatz wurden von den Grenztruppen erstattet. Der genannte Versicherungsschutz selber umfasste alle Bürger, die bei organisierten gesellschaftlichen, kulturellen oder sportlichen Aktivitäten einen Unfall erlitten. Der Versicherungsschutz bestand in der Regel aus der betrieblichen Lohnausgleichzahlung und wurde dann rechtlich wie ein Arbeitsunfall behandelt. Zu den organisierten gesellschaftlichen Tätigkeiten gehörten alle ehrenamtlich gesellschaftlichen Tätigkeiten, somit auch die Erfassung der freiwilligen Helfer der Grenztruppen. Für die Folgen eines Unfalls hatte der freiwillige Helfer der Grenztruppen Anspruch auf Sachleistungen, Unfallrente, Pflegegeld, Sonderpflegegeld und Blindengeld. Bei Tod hatten Hinterbliebene Anspruch auf Bestattungsbeihilfe und Unfallhinterbliebenenrente. Die Gewährung der Leistung lag bei der staatlichen Sozialversicherung. Der zugrunde liegende Unfall war innerhalb von 4 Tagen
- a) bei Sozialversicherten Bürgern dem Betrieb bzw. der Genossenschaft,
- b) bei Schülern und Studenten der Schule bzw. Hoch- oder Fachschule,
- c) bei allen anderen Bürgern der zuständigen Sozialversicherung

anzuzeigen. Bei den freiwilligen Helfern genügte in der Regel die Information an den Dienstvorgesetzten. Die Institutionen waren hierbei verpflichtet, entsprechend der Rechtsvorschriften diesen Unfall der zuständigen Arbeitsschutzinspektion mitzuteilen. Die dafür notwendigen Papier wurden zusätzlich mit GT (gesellschaftliche Tätigkeit) gekennzeichnet.

## Ehrenzeichen
Neben diesen grünen Armbinden gab es für die freiwilligen Helfer der Grenztruppen, parallel zu dem Helfer der Volkspolizei, wie bereits erwähnt ein kleines Steckabzeichen, das den Inhaber als freiwilligen Helfer der Grenztruppen klassifizierte. Es wurde auch am zivilen Anzug am Rockaufschlag des Mantels oder des Hemdkragens getragen. Eine korrekte Tragevorschrift hierfür gab es allerdings nicht. Bei dem Abzeichen für freiwillige Helfer der Grenztruppen der DDR handelte es sich um ein schildförmiges Abzeichen, das aus Stahlblech oder einem anderen Buntmetall hergestellt wurde und circa 39 × 31 mm groß war. Der Rand des Abzeichens war golden gehalten, ebenso die Aufschrift: FREIWILLIGER / HELFER (oben) und GRENZTRUPPEN / DER DDR (unten). Dazwischen war das Staatswappen der DDR zu sehen, dessen Ährenkranz ebenfalls goldfarben war. Die Rückseite des Abzeichens war leer und zeigte eine querverlötete Anstecknadel mit Gegenhaken.
Während die freiwilligen Helfer der Volkspolizei mit der Neufassung ihrer Regelung von 1982 nun mit staatlichen Ehrenzeichen ausgezeichnet werden konnten, enthielt das Gesetz über die Staatsgrenze der DDR von 1982, also dem Geltungsbereich der freiwilligen Helfer der Grenztruppen, keine solche Regelung. Um diese Benachteiligung auszugleichen, wurde dafür eigens von Erich Honecker die Medaille für treue Dienste freiwilliger Helfer beim Schutz der Staatsgrenze der DDR geschaffen, die eine Dienstauszeichnung für bis zu 30-jährige Dienstzeit bei den freiwilligen Helfern der Grenztruppen war. Ihre Verleihung war auch rückwirkend gestattet, wenn der Helfer die erforderliche Mindestzeit der jeweiligen Stufe erfüllt hatte. Somit konnte man freiwillige Helfer nachträglich bis in das Jahr 1952 ehren, obwohl es zu diesem Zeitpunkt nur die freiwilligen Helfer der Volkspolizei gegeben hatte. Ferner erhielten Helfer der Grenztruppen auch für außergewöhnliche Leistungen, zu denen auch das Stellen oder Ergreifen eines Grenzverletzers gehörte, die Medaille für vorbildlichen Grenzdienst, obwohl deren Verleihung eigentlich nicht für die Helfer bestimmt war. Ferner erfolgten auch Verleihungen der Verdienstmedaille der Grenztruppen der Deutschen Demokratischen Republik deren Verleihung auch an Zivilisten, und somit an die freiwilligen Helfer, möglich war. Ferner erhielten die Grenzhelfer auch das Leistungsabzeichen der Grenztruppen der DDR sowie eine dazugehörige Miniatur die eigens für sie geschaffen wurde und im Gegensatz zum Abzeichen nicht durchbrochen war.

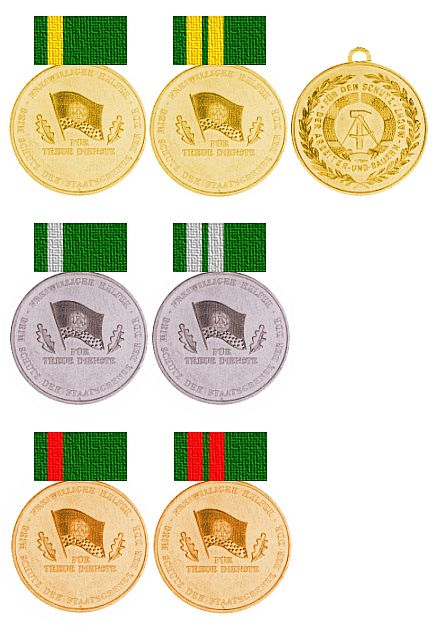
Medaille für treue Dienste freiwilliger Helfer beim Schutz der Staatsgrenze der Deutschen Demokratischen Republik
Medaille für vorbildlichen Grenzdienst
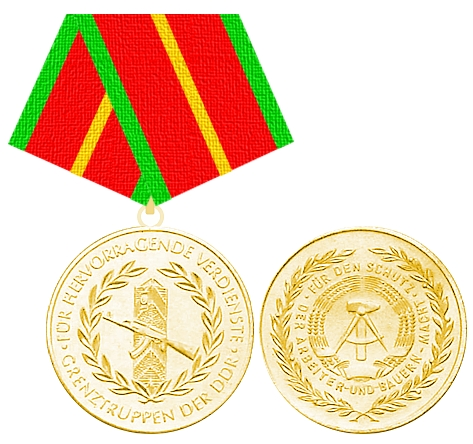
Verdienstmedaille der Grenztruppen der Deutschen Demokratischen Republik
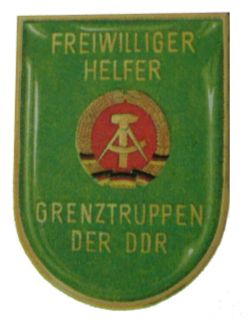
Abzeichen für freiwillige Helfer der Grenztruppen der DDR
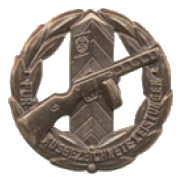
Leistungsabzeichen der Grenztruppen

Neben diesen erwähnten Ehrenzeichen und Medaillen gab es auch offizielle Belobigungsschreiben und Ehrungen in Form von Urkunden und dergleichen, die auch mit einer Geldprämie bzw. Sachgeschenken verbunden sein konnten.

## Auflösung

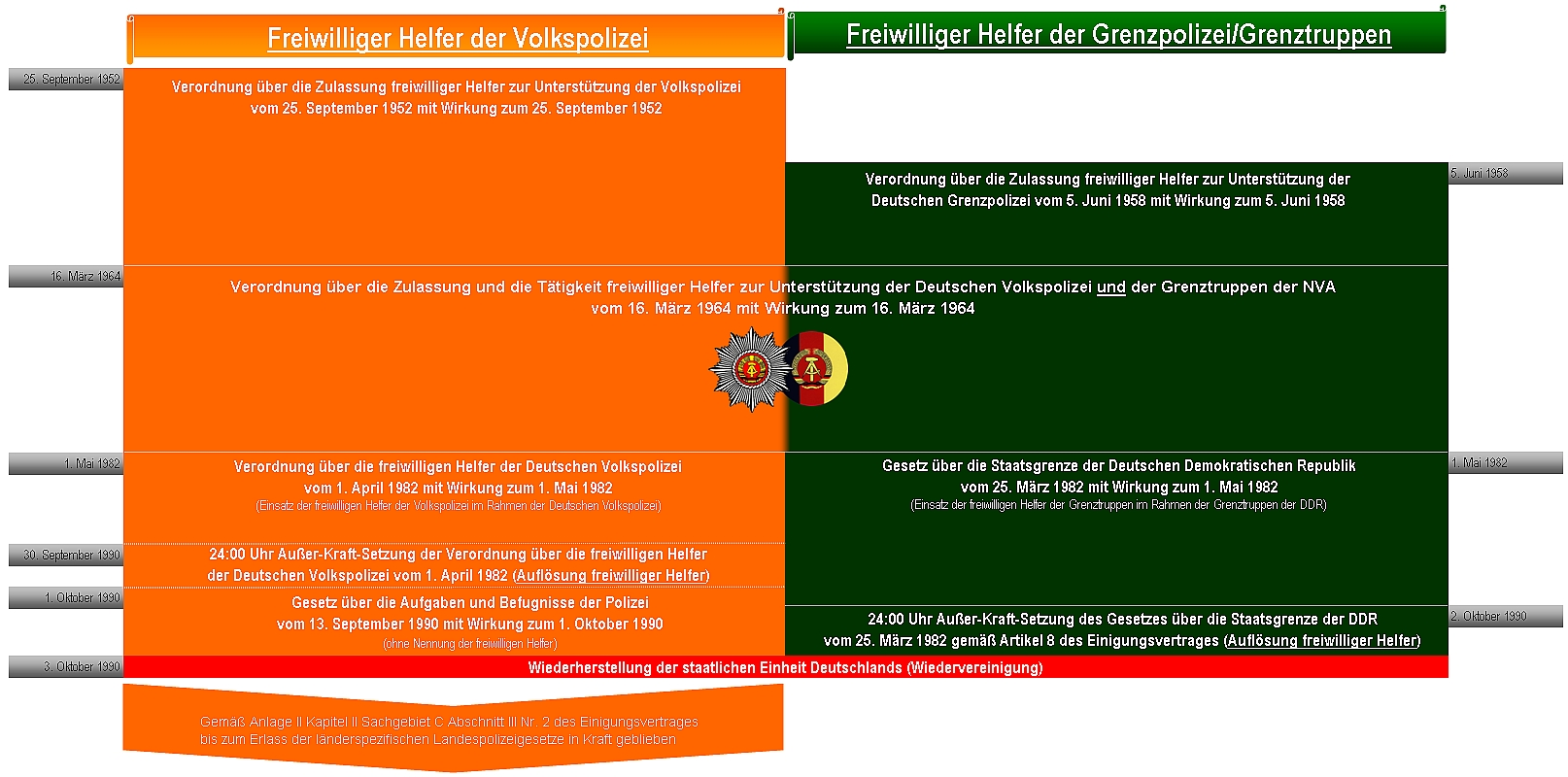
Gesetzliche Grundlagen der freiwilligen Helfer der Volkspolizei bzw. der Grenztruppen bis zu deren Auflösung

Die Auflösung der freiwilligen Helfer der Grenztruppen der DDR verlief im Gegensatz zu den freiwilligen Helfern der Volkspolizei etwas anders. Ihre gesetzliche Grundlage war im „Gesetz über die Staatsgrenze der DDR“ vom 25. März 1982 niedergeschrieben worden und galt im Zuge des Einigungsvertrages exakt bis zum 2. Oktober 1990 24:00 Uhr. Ab dem 3. Oktober 1990 0:00:01 Uhr galt gemäß Artikel 8 i. V. m. Artikel 1 des Einigungsvertrages im Zuge des Beitritts der DDR zur Bundesrepublik Deutschland Bundesrecht. Einzige Ausnahme bildete nur der Artikel 9 des Einigungsvertrages, der jedoch bei den Grenzhelfern nicht zur Anwendung gelangte. Die Auflösung der freiwilligen Helfer der Grenztruppen war somit zwei Tage nach den freiwilligen Helfern der Volkspolizei ebenfalls vollzogen. Jedoch war schon zum 1. Juli 1990 die Grenztätigkeit, auch von den regulären Grenztruppen der DDR eingestellt worden. So bestand die Hauptaufgabe der freiwilligen Helfer der Grenztruppen nun nicht mehr primär im Grenzschutz, sondern beschränkte sich in den letzten Monaten auf diverse Hilfstätigkeiten wie die Abwicklung des steigenden Personen- und Kraftfahrzeugverkehrs an immer mehr Grenzöffnungen gen Westen oder in der Demontage von Grenzzäunen.

## Geschichtliche Wertung
Eine endgültige Auswertung der freiwilligen Helfer der Grenztruppen erscheint schwierig, da diese Gruppe, im Gegensatz zu den freiwilligen Helfern der Volkspolizei, ihre Tätigkeiten für den Großteil der Bevölkerung der DDR eher unscheinbar verrichteten und sich ihre Arbeit auf die Kontrolle von Personen und Kraftfahrzeugen beschränkte. Dennoch sorgten die „Grünen Helfer“ genau aus diesen Gründen bei den Anwohnern grenznaher Gebiete auch für Ärgernisse in ihrem Kontrollzwang. Zwar waren die freiwilligen Helfer der Grenztruppen nicht bei der Vereitelung von Fluchtversuchen mit der Waffe direkt beteiligt gewesen, da diese dafür auch nicht autorisiert waren, dennoch muss in diesem Zusammenhang ihre Tätigkeiten hinsichtlich einer eventuellen Mittäterschaft beleuchtet werden. So waren viele freiwillige Helfer der Grenztruppen Zuträger und Informanten der Staatssicherheit wie auch der regulären Grenztruppen hinsichtlich von geplanten und somit später vereitelten Fluchtversuchen. Fakt ist auch, dass durch die aktive wie passive Mithilfe der „Grünen Helfer“, entweder durch Aufgreifen oder Indizienauslegung, ungezählte Menschen, aber auch Angehörige der eigenen Reihen von der Staatssicherheit der DDR verfolgt, wegen „ungesetzlichen Grenzübertritts“  oder Fahnenflucht verurteilt und im Zuchthaus landeten bzw. Sanktionen und Repressalien zu befürchten hatten. Nicht zuletzt aus diesen Gründen waren die freiwilligen Helfer der Grenztruppen in der Bevölkerung verachtet, ja zum Teil gehasst. Ein Resümee ihrer Tätigkeit ist in der bisher veröffentlichten Literatur nicht erkennbar, da sich diese in erster Linie mit den Vergehen bzw. den Verbrechen der regulären Grenztruppen der DDR beschäftigt und ihre Helfer nahezu ausblendet. Es ist jedoch auch zu erwähnen, dass bei den freiwilligen Helfern der Grenztruppen nicht nur regimetreue Helfer gedient haben, sondern auch jene, die sich wenig oder gar nicht mit dem System der DDR identifizieren wollten, ja es sogar ablehnten. Es ist bisher auch nicht bekannt geworden, dass sich freiwillige Helfer der Grenztruppen bezüglich einer Mittäterschaft im Zuge der Aufarbeitung durch die die Staatsanwaltschaft juristisch zu verantworten hatten.

## Bekannte freiwillige Grenzhelfer
- Klaus Bartl (Die Linke)[25]

## Verordnungen
- Verordnung zur Zulassung freiwilliger Helfer zur Unterstützung der Deutschen Grenzpolizei vom 5. Juni 1958. Geschäftsblatt der DDR 1958, S. 501.
- Verordnung über die Zulassung und die Tätigkeit freiwilliger Helfer zur Unterstützung der Deutschen Volkspolizei und der Grenztruppen der Nationalen Volksarmee vom 16. März 1964, Geschäftsblatt der DDR Teil II; Nr. 30 S. 241–242.